# Subprefeitura de Ermelino Matarazzo
A Subprefeitura de Ermelino Matarazzo é uma das 32 subprefeituras da cidade de São Paulo, sendo regida pela Lei nº 13.999 de 1º de agosto de 2002.
É composta por dois distritos, Ermelino Matarazzo e Ponte Rasa, que somados representam 15,1 km², e habitada por mais de 207 mil pessoas. 
Suas subprefeituras limítrofes são Penha, São Miguel Paulista e Itaquera.

## Distrito de Ermelino Matarazzo
Área: 8,7 km
População: 116.632
Densidade Demográfica (Hab/km): 137,06
Principais Bairros: Jardim Belém, Jardim Keralux, Jardim Matarazzo, Jardim Verônia, Parque Boturussu, Parque Guedes, Vila Císper.

## Distrito da Ponte Rasa
Área: 7,0 km
População: 93.631
Densidade demográfica (Hab/km): 146,30
Principais bairros: Burgo Paulista, Jardim Cotinha, Jardim Lisboa, Jardim Laone, Jardim Ponte Rasa, Jardim Popular, Jardim Soraia, Jardim Três Marias, Vila Constança.